# Pallidoplectron
Pallidoplectron is een geslacht van rechtvleugeligen uit de familie grottensprinkhanen (Rhaphidophoridae). De wetenschappelijke naam van dit geslacht is voor het eerst geldig gepubliceerd in 1958 door Richards.

## Soorten
Het geslacht Pallidoplectron omvat de volgende soorten:
- Pallidoplectron peniculosum Richards, 1960
- Pallidoplectron subterraneum Richards, 1965
- Pallidoplectron turneri Richards, 1958